# Далмине
Да̀лмине (на италиански: Dalmine, на източноломбардски: Dàlmen, Далмен) е град и община в Северна Италия, провинция Бергамо, регион Ломбардия. Разположен е на 207 m надморска височина. Населението на общината е 23 169 души (към 2013 г.).